# ペンギン草紙
『ペンギン草紙』（ペンギンそうし）は、ますむらひろしによる日本の漫画作品。単行本は全1巻。

## 概要
ますむらひろしの代表作は、猫と人間が共存する世界を描いた『アタゴオル』だが、本作品は、ペンギンと人間が共存する「カリン島」が舞台のファンタジー・コミックである。

## あらすじ
日本語を話すペンギンたちが生活する島「カリン島」に、アナウンサー募集と書かれた紙が入れられる瓶を拾った主人公・小港美優が訪れることから物語は始まる。
　

## 登場キャラクター
小港美優（こみなと みゆう）
本作の主人公で人間の女性。アナウンサー募集という内容の手紙の入った瓶を九十九里の海岸で拾い、アルバイトでお金を貯めてカリン島にやってきた。トツケでいきなり大当たりの箱を当てたり、極箱を見つけて鯨油工場の社長になったりと運がいいが、アナウンサーが一番だと言っている。
プクト
カリン島で、カリン島海賊放送局を弟のポックとやっている。放送の時のしゃべり方に品がないと大人からは評判が良くないが、子供にはその荒い言い回しに人気がある。第二鯨油工場で働いていた事がある。
ポック
カリン島で、カリン島海賊放送局を兄のプクトとやっている。兄のプクトとは対照的に静かで礼儀正しい。
紅トト
駄菓子屋のトツケの大当たりの箱を毎日のように狙っているペンギン。
パジンゴ博士（パジンゴはかせ）
50年前に死んだ、植物学と鉱物学の天才。いくつもの発明を残している。自分の研究が他人に分からないように、自分が作った文字でノートをつけていた。
ウニ頭（ウニがしら）
雨岩岳を拠点にする山賊の頭。その名の通り、ツンツン頭をしている。金儲けのためにさまざまな方法を考えており、「温かい銃」を狙っていた。
光政（みつまさ）
ウニ頭の子分の一人。放送局への脅迫状に、曲のリクエスト（ローリングストーンズの“ダンブリング・ダイズ”）を書いて送った。
ガルガリ博士（ガルガリはかせ）
「温かい銃」を分析した科学者。
ウニ頭の祖父
故人。隕石博物館の館長をしていた頃に、パゼンラをつかって町の酒工場を襲って酒を奪ったため、博物館をクビになった。
ゲドラ
考古学博士。パジンゴ博士の文字を3年かけて解読した。発掘したパンドラ・ザウルスの化石の輸送の護衛を美優に依頼してきた。
ストピ
ゲドラ博士の助手。
グッゲガ
キノコ・タクシーのドライバーであり、本業はキノコの研究家。パンドラ・ザウルスの輸送を担当した。
テノコ・ブッコ
ゲッコ鯨油精製工場の社長。子供電話相談室のゲスト解答者。極箱探しに手を出したために工場が八つしか作れなかったと語っており、極箱が発見されたら工場を譲るとまで言い出した。美優が極箱を見つけたため、第一から第四の工場を譲ろうとしたが、美優は遠慮して第二工場しか受け取らなかった。
ゴリ・ゴリア
子供のペンギン。電話相談室に電話し、ペンギンが鳥なのか、鳥ならなぜ飛べないのかを質問した。
ツルゲル
極箱を探し続けているペンギン。
ギトランド博士
200年ほど前の科学者で、自然派科学の草分けと言われている。カリン島の何処かの岬に、極箱を埋めた。科学は自然の中に存在しなければならず、自然を汚す科学は下等なものと考えていた。
ボニカ
ヘッドライトを頭に付け、眼鏡を掛けたメスのペンギン。葉巻をくわえている。ギャングのような集団の女ボスと思われ、部下からは姉御と呼ばれている。鯨油工場目当てに極箱を探していた。
発明家
本名不明。古地図屋で見つけたパジンゴ博士の設計図から鯨油を精製する機械を作り、工場に売り込んでいた。
ゼベッゲル伯爵
鯨好きで、自宅で鯨を飼っている。

## カリン島
日本語を話すペンギンが住む島。そこそこの広さがあり、全部で27の岬がある。日本語を話せるのは、慶長18年に伊達藩の武士、石垣長安がメキシコに向かう船から落下してカリン島に流れ着き、島のペンギンたちに日本語を教えたためである。「トド娘」（鬼娘）、「おペンよし」（お人好し）などといった、ペンギンならではの独特の表現がある。住んでいるペンギンにとって、自分達が鳥類の一種であることは禁句となっている。

### 地理
雨岩岳
ウニ頭山賊団の拠点がある岳。
鯨ヒゲ浜
子供電話相談室の放送会場となった海岸。
木和田村
カリン岳のふもとの村。突風で窓ガラスが割れることがあるらしい。
トンガリ岬
カリン岳から吹き下ろした風が抜ける岬。ここにある三日月型の草むらのなかに、極箱が埋まっていた。

### 施設
カリン島海賊放送局
プクトとポックの兄弟がDJをしているラジオ局。看板には「KPS」と書かれている。さまざまな機材が揃っている。
隕石博物館
氷の中から発見された、侵食されてない隕石を展示している。ウニ頭の祖父が館長をしていたときもあった。
鯨油工場
打楽器のリズムで鯨をおびき寄せ、チューブを使って脂肪を吸収する。リズムが下手だと、鯨の尾びれではたかれ、死ぬこともある。

### アイテム
手風琴
美優の上陸記念宴会で使われた手風琴。薬草の粉末を入れて演奏する。粉を吸った者の悲しみが少なければ、夜空にその者の姿が映される。
トツケ
パジンゴ博士が作った植物製のくじ引きで、一回銅貨二枚。穴が開いた植木鉢のようなかたちで、下の根毛を引っ張ると上の景品が落ちてくる。ヒョウタンマラカスやペンギン人形などの景品があり、根毛や景品は無くなっても新しい物が生えてくる。大当たりの箱の中には、パジンゴ博士の最高の宝「温かい銃（ワーム・ガン）」の手掛かりが入っていた。
温かい銃（ワーム・ガン）
パジンゴ博士の最高の宝である、ペンギンが初めて作った銃。水晶やオパールなどの鉱物と植物でできている。銃身から伸びたコードで持ち主の記憶を読み取り、どんぐり製の弾丸で撃ち込む。ボタンで調節すれば、記憶の像も浮かび上がる。美優が使った際に、お風呂の記憶が撃ち込まれたため「温かい銃」と名付けられた。コードを使って地熱を集め、光線を撃つことも可能。夜中に月光を浴びると、カニの足が生えて辺りを這いまわる。
キノコ・タクシー
空中を移動するタクシー。笑気ガスを噴出し、ガスに包まれた物は軽くなる。人間やペンギンを乗せる場合、笑気ガスのせいで笑いが止まらなくなる。
飛行船
キノコ・タクシーを襲うためにウニ頭が盗んできた、ペンギン型飛行船。トウゾクカモメのフンカブレ爆弾や鯨油タール弾を積んでいるが、相当古く、照準器が壊れていた。美優によって撃墜された。
極箱
ギトランド博士が作った小箱で、自然派化学の結晶が入っているといわれている。開けた途端に爆発する仕組みになっている。箱を開けた者はオーロラのマントで空を飛ぶことができるようになり、風が吹くとオーロラのマントが分散する。
ペジリ油
鯨油工場で作っている特殊な鯨油。嘴の刺青を消すのに必要。本来は売り物ではない。
クレヨン製造機
パジンゴ博士が設計した機械。ローラーの付いた二本足で移動する。鯨の脂肪を吸収し、鯨油に精製することができるほか、鯨油で特殊なクレヨンを作り、打ち上げ花火のようにばら撒く。クレヨンは機体に乗ったペンギンのイメージを反映し、空中に絵を描く。

### 生物
パゼンラ
隕石博物館の目玉とも言える知的生命体。ウニ頭の子分曰く「カニのこわれたような奴」。1932年に金鉱掘りが見つけた隕石にくっついていた。水槽のプレートには「PAZERANG」と書かれていた。チョコレートを餌にしており、氷を集めて巨大なペンギンを作って動かしたり、集めた氷を土星型の巨大チョコレートに変えることができる。
パンドラ・ザウルス
1億5000年前のジュラ紀の恐竜。ゲドラ博士が発掘した化石は、6、70年前にパジンゴ博士が発掘し、機械を埋め込んだ後に再び埋められたもの。

## サブタイトル一覧
本作では、第1話、第2話…等の表記はない。簡易的に、1、2…と表記する。
1. 悲しみの手風琴
2. HAPPINESS・IS・A・WARE・GUN
3. ACROSS・THE・UNIVERSE
4. 光波散歩
5. 極箱
6. 風に溶ける